# Hydroglyphus mysorensis
Hydroglyphus mysorensis är en skalbaggsart som först beskrevs av Régimbart 1903.  Hydroglyphus mysorensis ingår i släktet Hydroglyphus och familjen dykare. Inga underarter finns listade i Catalogue of Life.